# Finland (Minnesota)
Finland ist eine Siedlung auf gemeindefreiem Gebiet im Lake County im US-amerikanischen Bundesstaat Minnesota. Zu statistischen Zwecken ist der Ort zu einem Census-designated place (CDP) zusammengefasst worden. Das U.S. Census Bureau hat bei der Volkszählung 2020 eine Einwohnerzahl von 215 ermittelt.

## Geografie
Finland liegt unweit des Oberen Sees, des westlichsten und am höchsten gelegenen der Großen Seen. Der Ort liegt auf 47°24′53″ nördlicher Breite, 91°14′57″ westlicher Länge und erstreckt sich über 14,04 km². Finland liegt im Zentrum der Crystal Bay Township.
Benachbarte Orte von Finland sind Isabella (26 km nördlich) und Illgen City (9,6 km südsüdöstlich).
Die nächstgelegenen größeren Städte sind Thunder Bay in der kanadischen Provinz Ontario (218 km nordöstlich) und Duluth (106 km südwestlich). Minneapolis, die größte Stadt Minnesotas, liegt 354 km südwestlich.
Die Mündung des Pigeon River, der die Grenze zu Kanada bildet, liegt 156 km nordöstlich.

## Verkehr
Die Hauptstraße von Finland wird von der Minnesota State Route 1 gebildet. Alle weiteren Straßen sind untergeordnete Landstraßen, teils unbefestigte Fahrwege sowie innerörtliche Verbindungswege.
In Silver Bay gibt es einen Hafen, über den die Stadt Verbindung zu allen Städten an den Großen Seen hat.
Die nächsten internationalen Flughäfen sind der 214 km nordöstlich gelegene Thunder Bay International Airport und der 112 km südwestlich gelegene Duluth International Airport; der Minneapolis-Saint Paul International Airport liegt 361 km südwestlich.

## Demografische Daten
Nach der Volkszählung im Jahr 2010 lebten in Finland 195 Menschen in 95 Haushalten. Die Bevölkerungsdichte betrug 13,9 Einwohner pro Quadratkilometer. In den 95 Haushalten lebten statistisch je 2,05 Personen.
Ethnisch betrachtet bestand die Bevölkerung mit zwei Ausnahmen nur aus Weißen.
12,8 Prozent der Bevölkerung waren unter 18 Jahre alt, 71,3 Prozent waren zwischen 18 und 64 und 15,9 Prozent waren 65 Jahre oder älter. 47,7 Prozent der Bevölkerung war weiblich.
Das mittlere jährliche Einkommen eines Haushalts lag bei 55.833 USD. Das Pro-Kopf-Einkommen betrug 24.350 USD. 6,3 Prozent der Einwohner lebten unterhalb der Armutsgrenze.